# Ewingsdale
Ewingsdale – miasto w Australii, w stanie Nowa Południowa Walia.